# Küttigen
Küttigen es una comuna suiza del cantón de Argovia, ubicada en el distrito de Aarau. Limita al norte con las comunas de Oberhof y Densbüren, al este con Thalheim y Biberstein, al sur con Aarau, y al oeste con Erlinsbach.